# Olbia (stacja kolejowa)
Olbia (wł. Stazione di Olbia) – stacja kolejowa w Olbia, w prowincji Olbia-Tempio, w regionie Sardynia, we Włoszech. Położona jest na linii Cagliari – Golfo Aranci.
Według klasyfikacji RFI ma kategorię srebrną.

## Historia
Stacja została otwarta 15 marca 1881, gdy linia z Cagliari do Terranova Pausania (dawna nazwa Olbii) została otwarta, a wraz z nim centralny dworzec w Terranova Pausania. Przedostatni odcinek linii został otwarty 1 maja do Terranova Isola Bianca, naprzeciwko miejskiego portu.

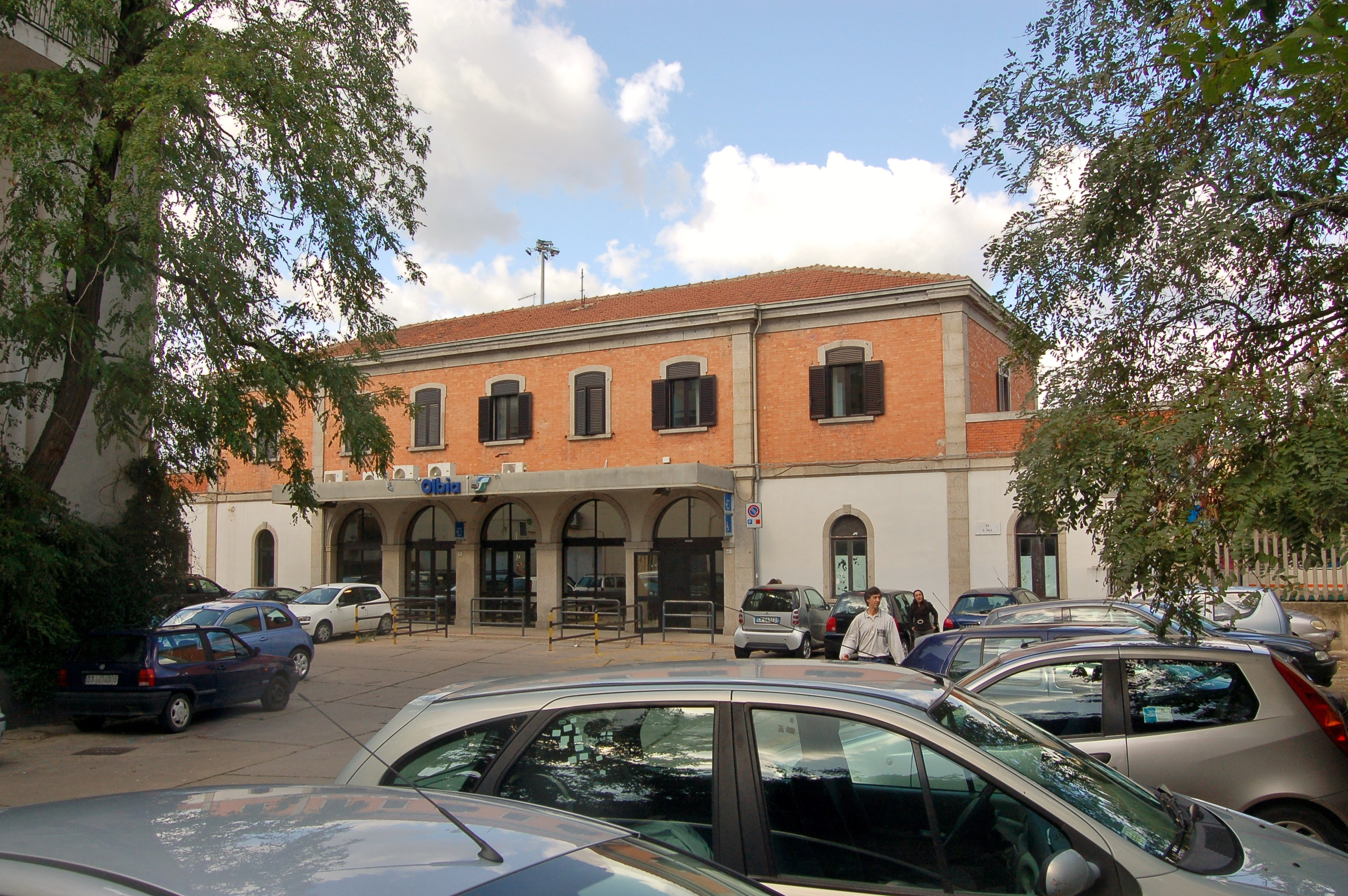
Budynek dworca od strony miasta

Jednak w międzyczasie postanowiono wybudować linię do Golfo Aranci. Inauguracja linii odbyła się w 1883 roku.
Stacja Olbia (która zmieniał swoją nazwę na obecną w 1940 roku), była nadal stacją końcową dla wielu pociągów. w tym dla ekspresów Cagliari-Olbia, który przez dziesięciolecia łączyły stolicę regionu Gallura. W 2000 roku, wraz z zamknięciem stacji kolejowej Olbia-Isola Bianca, również zamknięto linię, która prowadziła od dworca do terminalu promowego..

## Linie kolejowe
- Cagliari – Golfo Aranci

## Infrastruktura

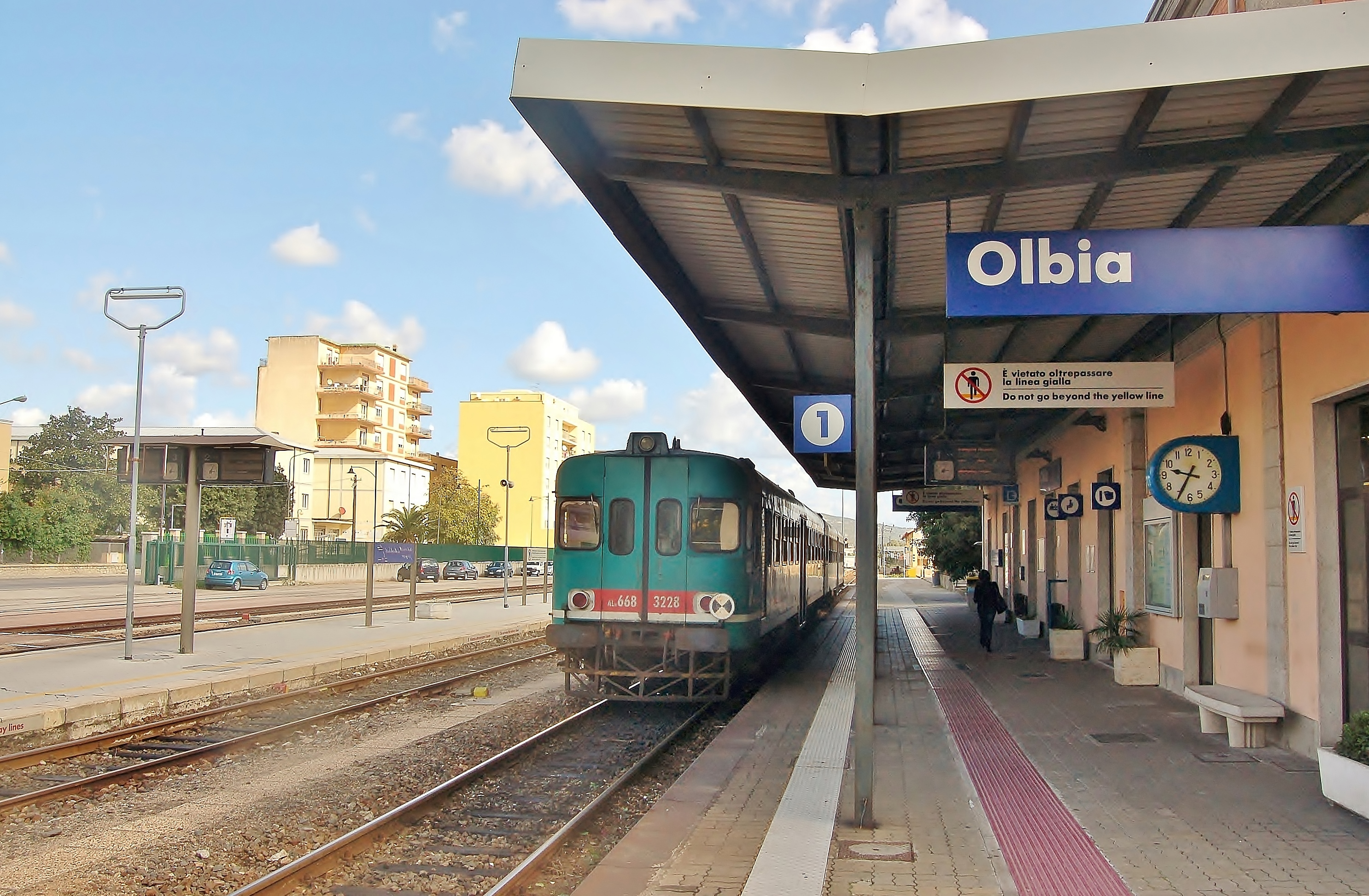
Widok na perony

Stacja Olbia, zbudowana na linii Cagliari – Golfo Aranci, ma trzy tory wykorzystywane do obsługi pasażerów, plus czwarty tor rezerwowy, przed budynkiem dworca. Około 400 metrów od stacji pasażerskiej, w kierunku Cagliari, znajduje się lokomotywownia, w pobliżu której znajduje się także kilka torów do obsługi ruchu towarowego.